# Kotiria
Os Kotiria (também conhecidos como Wanana ou Wanano) são um povo indígena que vive na Colômbia e no Brasil. Com uma população total de 1848 pessoas, fazem parte da família linguística Tukano.